# Uldrupgård
Uldrupgård  er en firelænget gård i Åkær Ådal i Falling Sogn Odder Kommune. Den fredede gård var en såkaldt Schäfergård som betyder en gård bygget til fåreavl (efter tysk: Schaf = får), og er opført i begyndelsen af 1800-tallet, af den daværende godsejer på Åkær grev Henrik Reventlow der ejede godset fra 1802 til 1838. Der var fårehold på gården helt frem til 1930'erne, i 40'erne og 50'erne var der grisestalde i de 2 sidebygninger, men herefter forfaldt den voldsomt. I 1997 iværksatte godsejer Johan Koed-Jørgensen en omfattende restaurering så bygningerne nu står velbevarede. Bygningerne er præget af holstensk byggeskik, og især stubladen med lave mure i kampesten og et stort stråtag er bemærkelsesværdig; de øvrige bygninger er i kalket bindingsværk. I år 2000 blev restaureringen præmieret med et diplom fra den europæiske bevaringsorganisation Europa Nostra.
Uldrupgård udlejes nu som selskabslokaler til bl.a. bryllupper, konfirmationer, fødselsdage, konferencer, naturskoler og lignende. Den ligger ved østenden af Uldrup Bakker i det store fredede område nord for Horsens Fjord 

## Eksterne kilder og henvisninger
- Uldrupgård, Uldrup Bakker Arkiveret 23. februar 2019 hos  Wayback Machine
- Uldrupgårds historie Arkiveret 4. marts 2016 hos  Wayback Machine